# 토머스 로빈슨 (농구 선수)

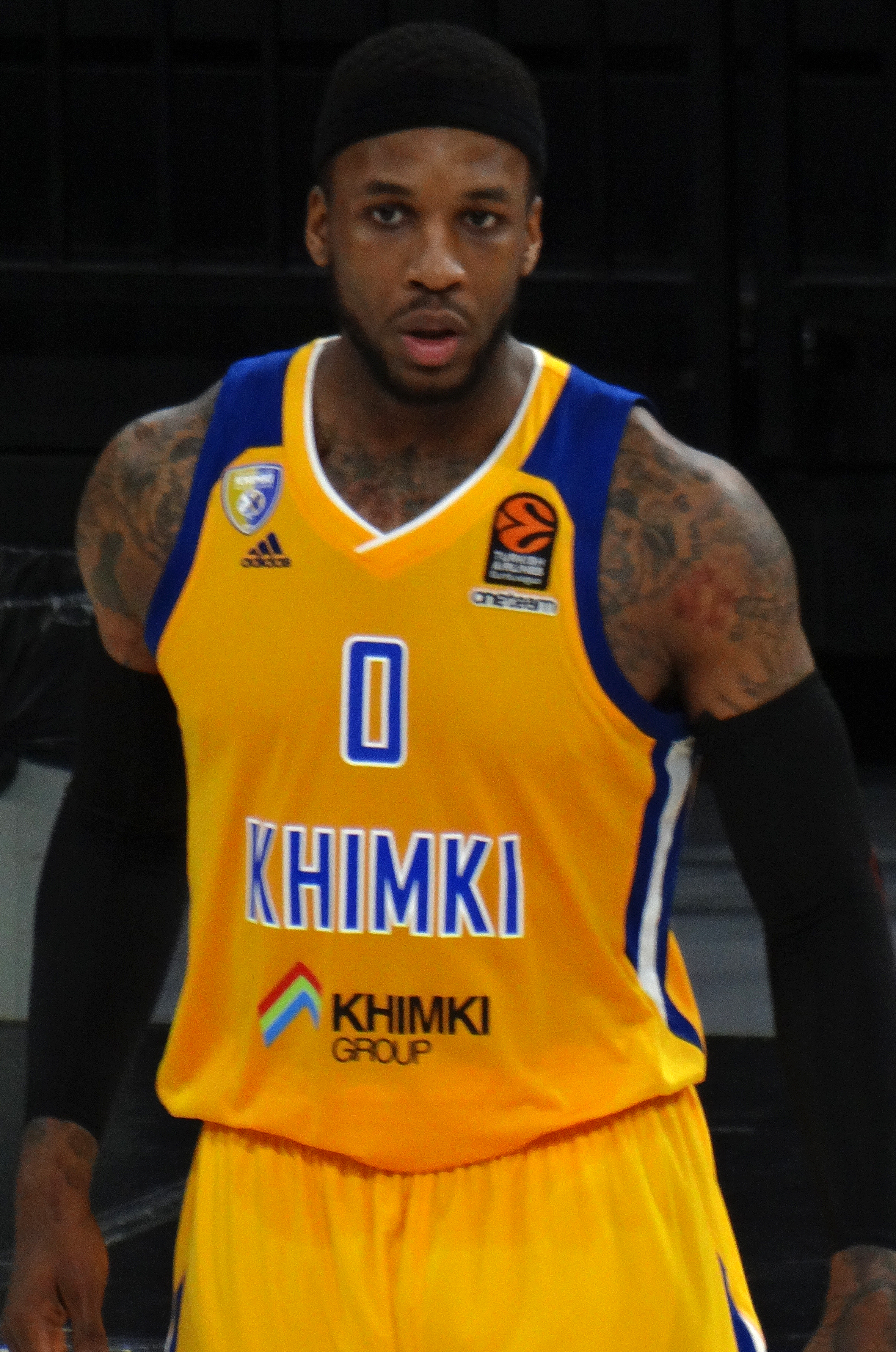
토머스 로빈슨

토머스 얼 로빈슨(Thomas Earl Robinson, 1991년 3월 17일 ~ )은 미국의 농구 선수이다.